# Ачинський район
Ачинський район — адміністративна одиниця і муніципальне утворення у західній частині Красноярського краю. Адміністративний центр — місто Ачинськ (до складу району не входить), за 184 км на захід від Красноярська.